# 1re armée (Autriche-Hongrie)
Pour les articles homonymes, voir 1re armée.

La 1re armée austro-hongroise (en allemand: k.u.k. 1. Armee) est une grande unité (armée) de l'armée austro-hongroise pendant la Première Guerre mondiale. Elle est engagée sur le front de l'Est, successivement en Galicie, Pologne russe, Volhynie (1914-1916), puis sur le front roumain (1916-1918).

## Historique

### 1914

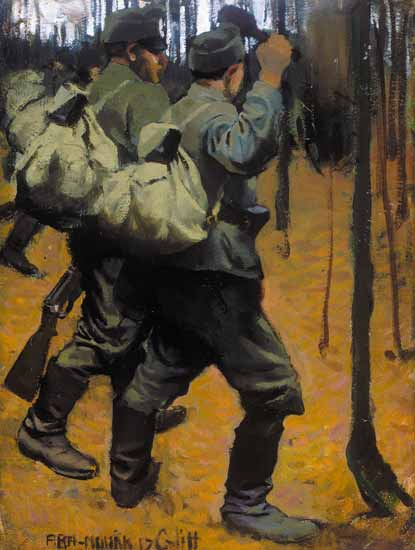
Soldats dans la forêt par Vilmos Aba-Novák, 1917.

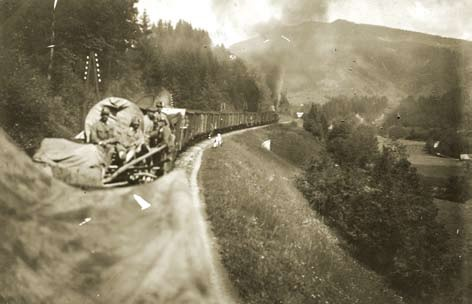
Départ du 26e régiment d'infanterie vers la Galicie, 1914.

La 1re armée est formée lors de la mobilisation de 1914 (crise de juillet) sous le commandement du General der Kavallerie Viktor von Dankl pour couvrir la frontière de Galicie face à l'armée impériale russe. Elle compte 126 bataillons d'infanterie, 69 escadrons de cavalerie, 450 pièces d'artillerie. Le plan du chef d'état-major général austro-hongrois Franz Conrad von Hötzendorf mise sur la relative lenteur de la mobilisation russe : les forces austro-hongroises qui ne sont pas engagées sur le front de Serbie doivent opérer avant le déploiement complet de forces russes supérieures en nombre.
La 1re armée est basée à l'est de la Vistule, le long du San, jusqu'à Jarosław. La 4e armée austro-hongroise, à sa droite, manœuvre autour de la grande forteresse de Przemyśl, la 3e armée encore plus à l'est, sur le Sambir, devant Lviv, et la 2e armée (destinée initialement au front serbe) plus loin au sud-est, en Bucovine, sur les rivières Dniestr et Stryï. Le 2 août, le général von Dankl et les autres commandants d'armée se réunissent à Vienne avant de partir pour leurs secteurs respectifs. Von Dankl, comme beaucoup de chefs austro-hongrois, est très optimiste : « Nous allons bientôt partir de Vienne. J'espère que nous rentrerons, victorieux et heureux, au plus tard en novembre ». En cours de route, il constate que l'armée est accueillie avec enthousiasme par la population et les maires, avec des discours et des cris de « Vive l'empereur ! » La prise de Liège par les Allemands, le 16 août, et leur avance rapide vers Paris font croire à une décision rapide sur le front de l'Ouest.
Cependant, le 3 août, le Haut État-major allemand fait savoir à Conrad que, contrairement à ce qu'espéraient les Austro-Hongrois, les forces allemandes de la province de Prusse-Orientale resteront sur la défensive. Pour maintenir son plan offensif, Conrad doit retirer la 2e armée du front serbe pour la déployer en Bucovine, ce qui retarde l'offensive principale. Dans l'intervalle, les divisions de cavalerie font des grandes reconnaissances en territoire russe qui fatiguent inutilement les chevaux : ainsi, entre le 6 et le 13 août, la 7e division de cavalerie mène une incursion autour de Kielce avant de se retirer.

Première phase de la bataille de Galicie, août 1914.

Le 20 août, la 1re armée franchit la frontière des deux empires. Elle doit avancer vers Lublin et Brest-Litovsk afin de couper le chemin de fer Varsovie-Terespol-Kiev. Elle comprend alors les unités suivantes :
- Ier corps (Karl von Kirchbach auf Lauterbach)
  - 5e et 46e divisions d'infanterie
- Ve corps (Paul Puhallo von Brlog (de))
  - 14e, 33e et 37e divisions d'infanterie
- Xe corps (Hugo Meixner von Zweienstamm (hr))
  - 2e, 24e et 45e divisions d'infanterie
- 12e division de troupes d'infanterie (Paul Kestřanek)
- 1re, 5e et 10e brigades de marche
- 1re, 36e, 101e et 110e brigades de Landsturm

- Légion polonaise (Karol Durski-Trzaska (en))
- 3e division de cavalerie (Adolf von Brudermann (de))

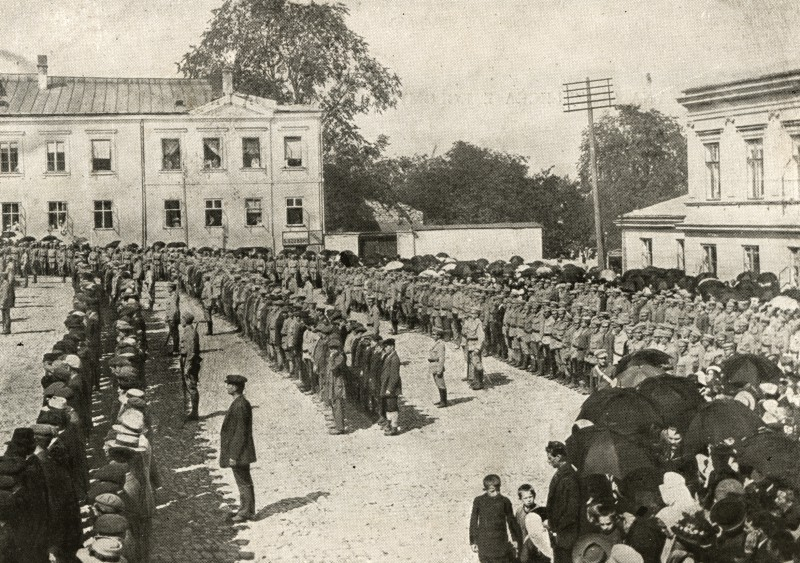
La Légion polonaise, sous le commandement de la 1re armée, à Kielce le 30 août 1914.

- 9e division de cavalerie (Leopold von Hauer)

Son flanc gauche, à l'ouest de la Vistule, est protégé par le groupe de Landwehr du général Heinrich Kummer von Falkenfeld, basé à Sandomierz, qui fait la jonction avec l'armée allemande. Le groupe Kummer comprend les unités suivantes :
- 7e division de cavalerie (Ignaz Edler von Korda)
- 95e division de Landwehr (Artur von Richard-Rostoczil)
- 106e division de Landwehr (Karl Czapp von Birkenstetten)

La 1re armée fait face à la 4e armée russe (général Anton von Saltza jusqu'au 22 août, puis Alexeï Evert) avec un net avantage numérique pour les Austro-Hongrois qui alignent 10 divisions contre 6 et demi. La bataille de Krasnik (23-25 août 1914) est un succès pour la 1re armée malgré des pertes élevées : le 76e régiment perd 40 à 50 % de son effectif dans trois charges frontales. Le 27 août, l'armée atteint Chodelbach et Rudniki près de Lublin. Le 30 août, le groupe Kummer est renforcé par 3e et 4e divisions (de) de Landwehr allemandes (général Remus von Woyrsch). Entre-temps, la 4e armée austro-hongroise remporte la bataille de Komarów (26 août-2 septembre) mais un vide dangereux se crée entre elle et la 3e armée austro-hongroise, menacée d'encerclement.

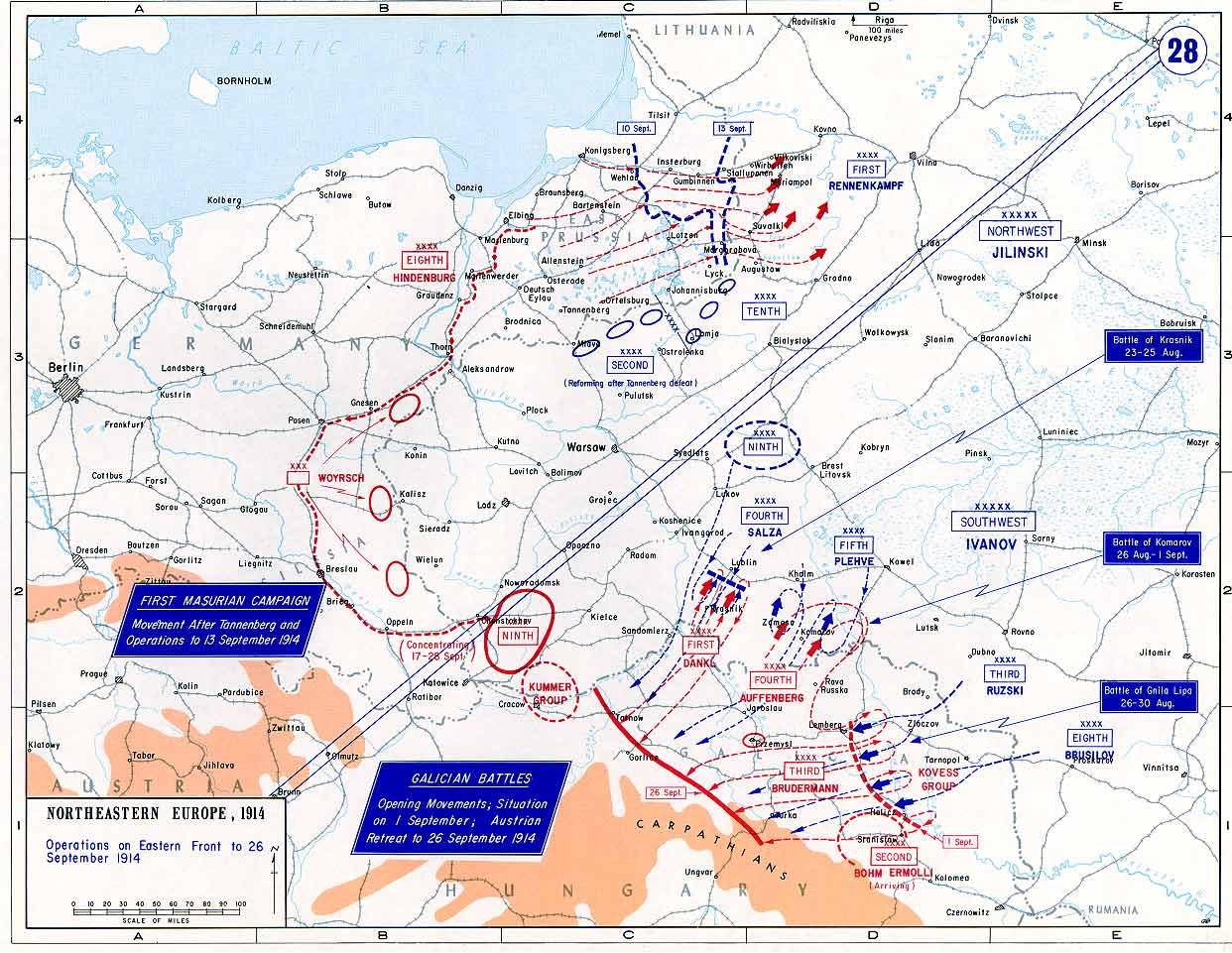
Front de l'Est au 26 septembre 1914.

Le 1er septembre, la 1re armée approche de Lublin. Mais le 2 septembre, la 4e armée russe, complétée par le renfort du IIIe corps caucasien, attaque les 24e et 2e divisions alors que celles-ci, après 11 jours de combats, sont épuisées et presque à court de munitions. Les 3 et 4 septembre, les Russes mènent une nouvelle série d'attaques contre la 24e division et le groupe Kummer : elles ne reprennent que peu de terrain mais créent une brèche entre les Ve et Xe corps que la 7e division de cavalerie est envoyée combler en hâte. Von Dankl ne dispose que de 13 divisions d'infanterie, 2 de cavalerie et 4 brigades de Landsturm très éprouvées, le Xe corps n'ayant plus qu'un tiers de son effectif théorique, face à 22 divisions d'infanterie et 2 de cavalerie russes, en partie constituées de troupes fraîches. Les 4 et 5 septembre, le Xe corps, menacé d'encerclement, se replie à grand peine. L'avance des Russes, qui reprennent Zamość, crée un nouveau vide entre les 1re et 4e armées. Les 6 et 7 septembre, les unités austro-hongroises flottent entre des instructions contradictoires : Moritz von Auffenberg, chef de la 4e armée austro-hongroise, ordonne au XIVe corps de l'archiduc Joseph-Ferdinand de couvrir ses arrières menacés par l'avance de la 5e armée russe mais Conrad, passant par-dessus la tête de ses subordonnés, demande à l'archiduc de venir en renfort de la 1re armée, puis de diviser ses forces, envoyant 3 divisions à Dankl et 2 à Auffenberg. Joseph-Ferdinand, en fin de compte, ordonne au XIVe corps de revenir en soutien de la 4e armée austro-hongroise mais trop tard pour empêcher le désastre. La 4e armée, complètement débordée, est mise en déroute lors de la bataille de Rava-Rouska (6-11 septembre) et, le 11 septembre, Conrad donne aux forces austro-hongroises un ordre de repli général en abandonnant la Galicie orientale. La première campagne de Galicie est un désastre pour les Austro-Hongrois qui perdent 250 000 tués et blessés, 100 000 prisonniers.
Fin septembre, le corps Kirchbach s'est replié sur la Nida. Le groupe Kummer est pratiquement dissous tandis que le corps allemand de von Woyrsch et le corps de cavalerie Korda couvrent la retraite. Les Ve (au nord de la Vistule) et Xe corps (au sud) parviennent à se maintenir autour du saillant d'Ivangorod (Dęblin). Le 22 octobre, le corps Kirchbach arrête une offensive russe. Les contre-offensives allemandes de la bataille de la Vistule (29 septembre-31 octobre) et de Łódź (11 novembre-6 décembre), au nord du secteur tenu par la 1re armée, permettent de stabiliser le front.

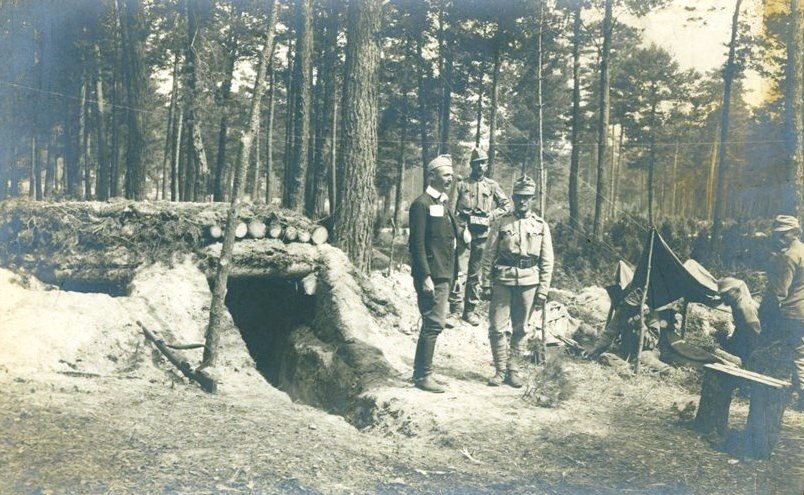
Abri de troupes austro-hongroises. Archives bulgares, 1914-1918.

Le Ve corps est alors transféré à la 3e armée qui est engagée dans la bataille des Carpates.
À la fin de décembre 1914, la 1re armée s'établit en position défensive au nord de la Vistule, sur une ligne Jędrzejów - Pińczów - Busko-Zdrój. Elle comprend les unités suivantes :
- IIe corps (Johann von Kirchbach auf Lauterbach (de), frère cadet de Karl, qui a remplacé en septembre Blasius von Schemua (de))
  - 4e et 25e divisions d'infanterie
- Ier corps (Karl von Kirchbach auf Lauterbach)
  - 5e, 37e et 46e divisions d'infanterie
- Groupe Martiny (de)
  - 14e division d'infanterie et 106e division de Landsturm

### 1915

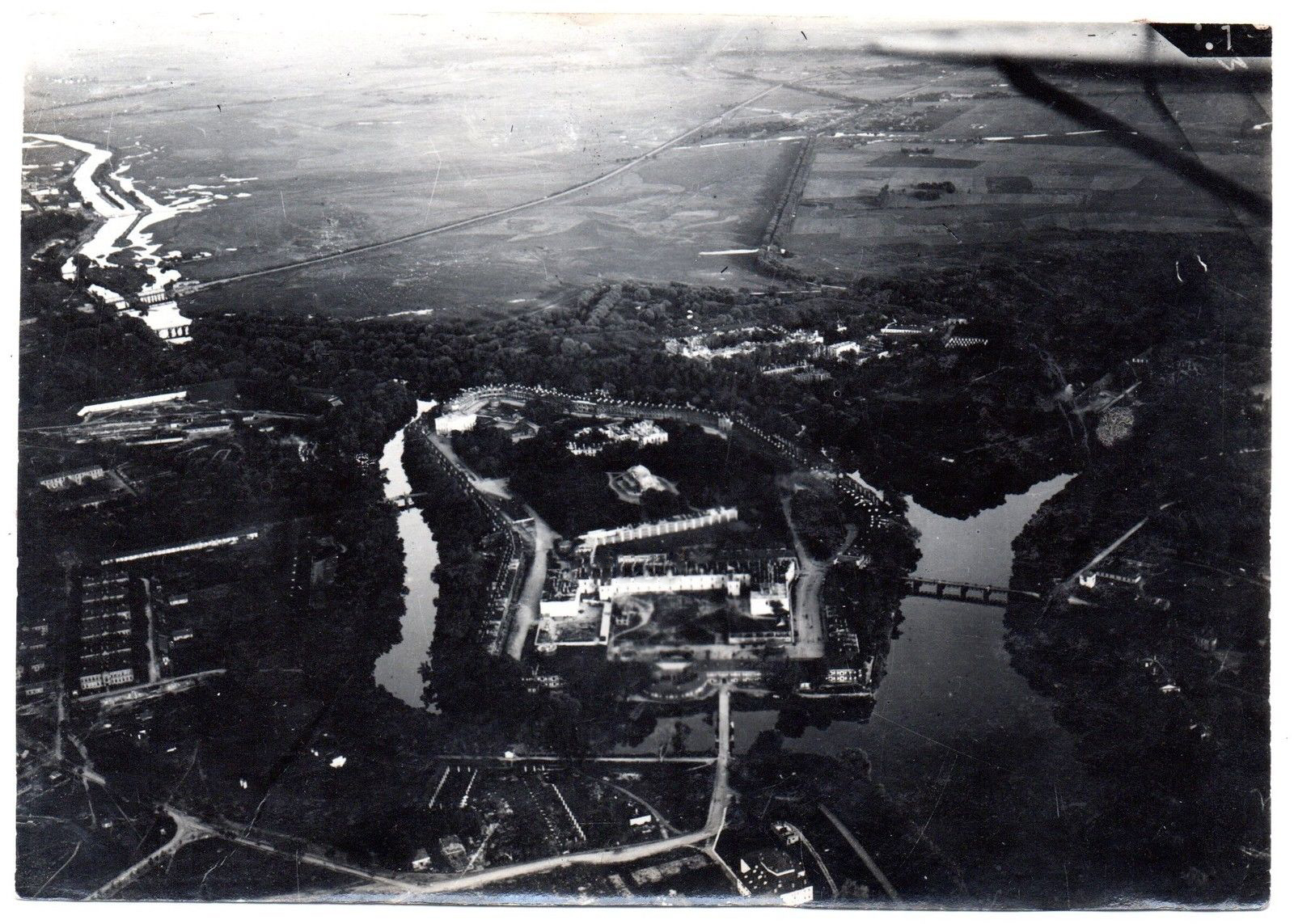
La forteresse de Brest-Litovsk, photographie aérienne, 1915-1918.

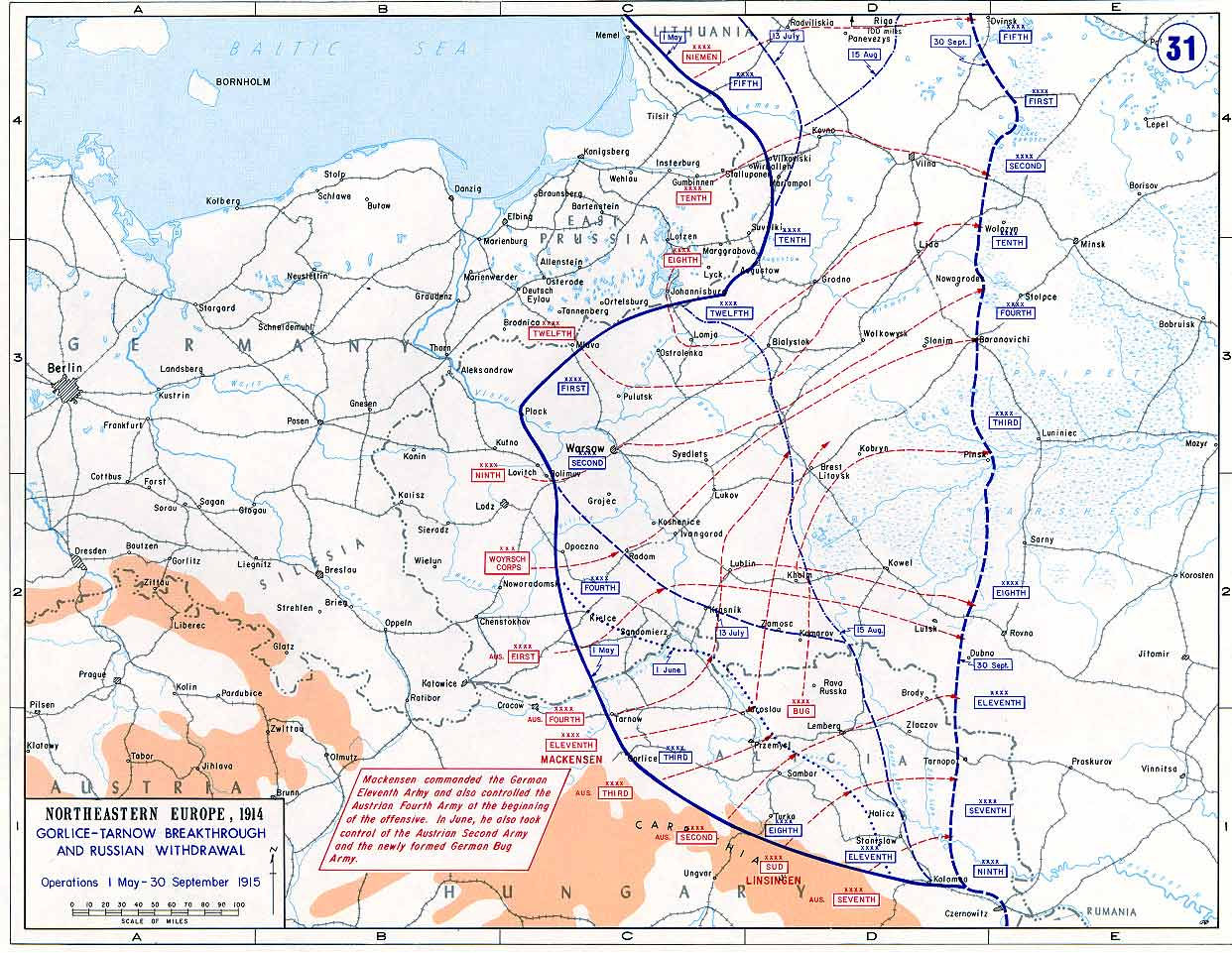
Le front de l'Est de mai à septembre 1915 : avance de la 1re armée de Cracovie à Loutsk.

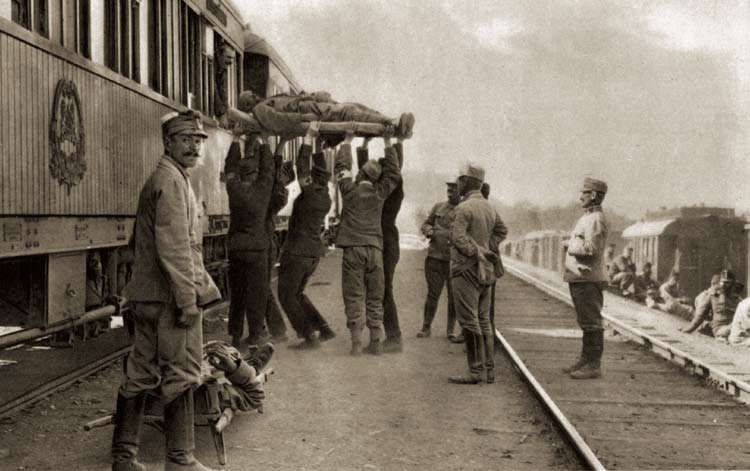
Transport de blessés sur le front de Galicie, 1914-1915

Au printemps 1915, la 1re armée est réduite aux Ier (Karl von Kirchbach auf Lauterbach) et IIe corps . Elle reste en réserve du groupe d'armées von Mackensen, grande unité conjointe des Allemands et Austro-Hongrois, pendant la première phase de l'offensive de Gorlice-Tarnów (mai-septembre 1915). Pendant la Grande Retraite de l'armée russe à l'été 1915, Viktor von Dankl est brièvement remplacé à la tête de la 1re armée par Karl von Kirchbach (23 mai - 10 juin 1915) auquel succède Paul Puhallo von Brlog. L'armée prend alors part à l'offensive du Boug (juin-août 1915) face à la nouvelle 13e armée russe qui est pratiquement anéantie. La forteresse russe de Brest-Litovsk capitule le 26 août. La 1re armée entre en territoire russe, en Volhynie.
Elle compte alors les unités suivantes :
- Corps Szurmay (de) autour de Sokal
  - 7e et 40e divisions d'infanterie
- IIe corps (Johann von Kirchbach auf Lauterbach)
  - 13e et 25e divisions d'infanterie
- Ier corps (Karl von Kirchbach auf Lauterbach) sur l'Ikva près de Doubno
  - 9e et 46e divisions d'infanterie

La 1re armée est engagée dans une grande offensive austro-hongroise à la bataille de Rivne (août-septembre 1915). Elle prend Loutsk le 22 septembre mais se trouve prise de flanc par la contre-offensive de la 8e armée russe. Les 1re et 4e armées perdent 70 000 prisonniers.
La 1re armée, renforcée par le groupe Smekal (4e et 45e divisions), se replie alors sur le Styr et reprend une guerre de positions.

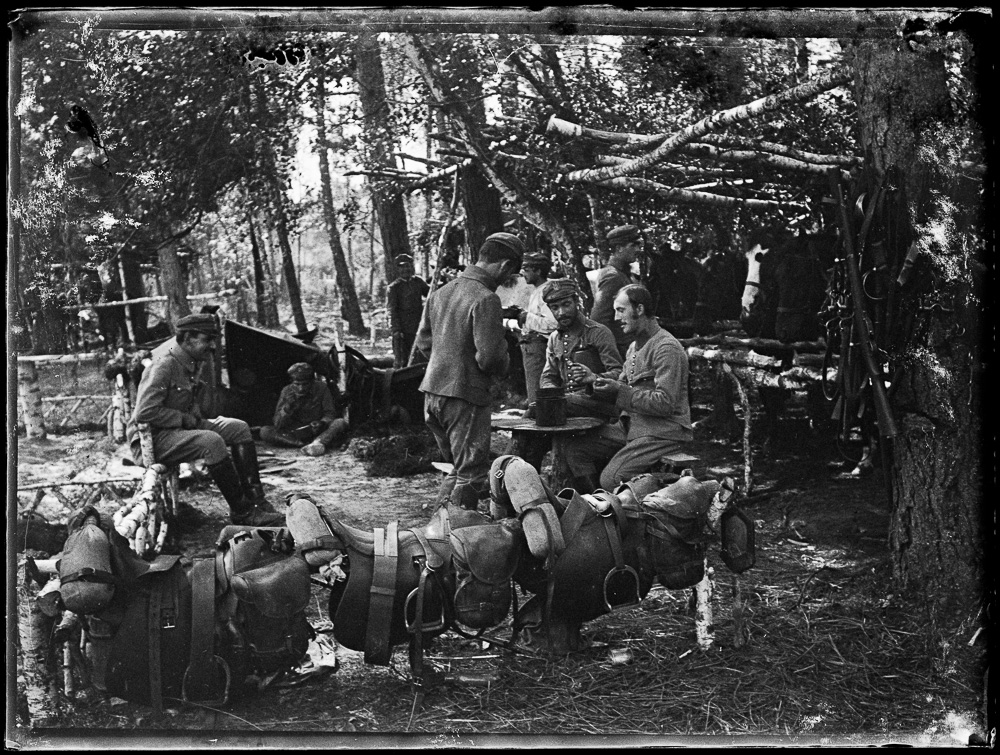
Cavaliers de la Légion polonaise en Volhynie, 1916.

### 1916

Le front roumain, août-décembre 1916.

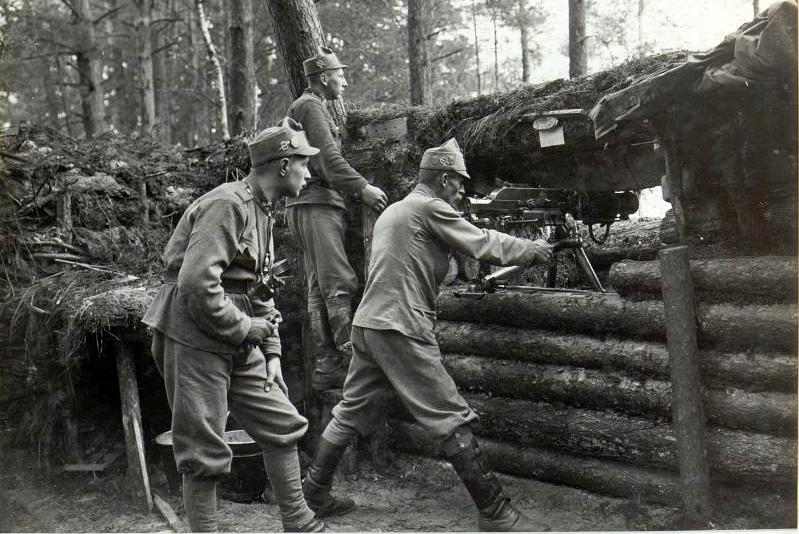
Position de mitrailleurs du 4e régiment d'infanterie.

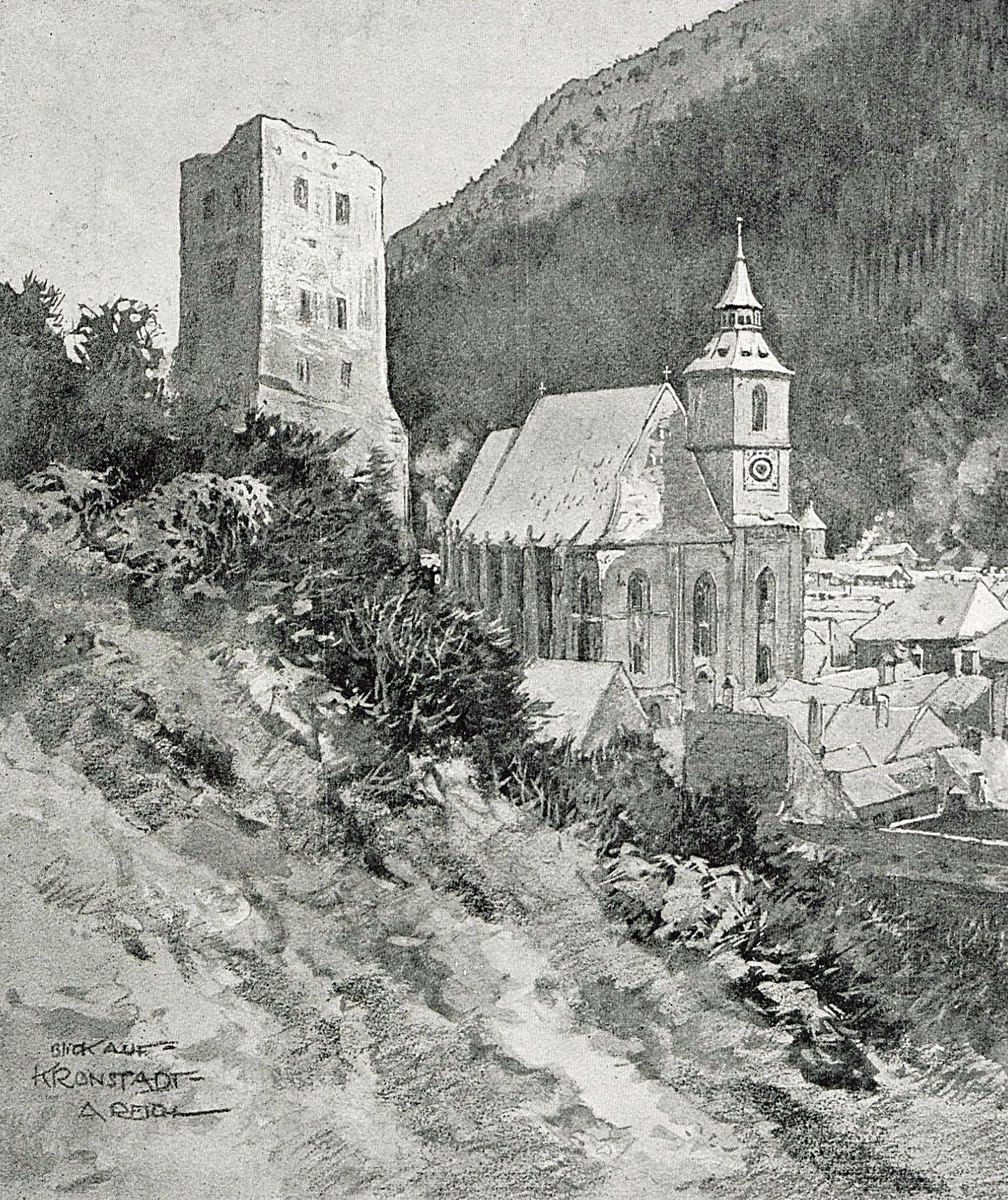
Brașov, dessin d'Albert Reich, 1916.

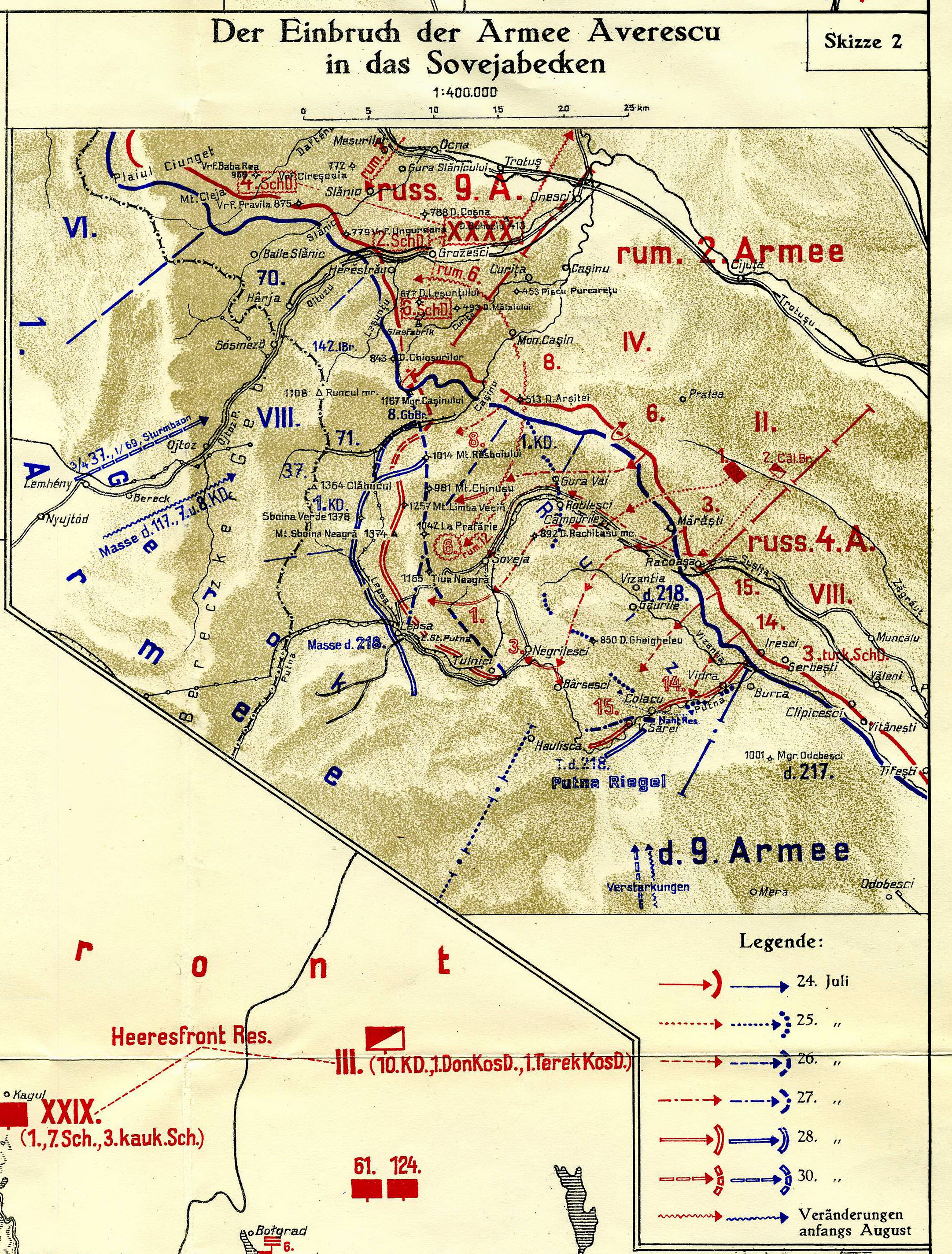
Bataille de Mărăști, juillet-août 1917 : 1re armée austro-hongroise (ouest), 9e armée allemande (sud), 2e armée roumaine (est) et 9e armée russe (nord).

Les Austro-Hongrois passent les mois suivants à aménager une triple ligne d'ouvrages en terre renforcée par des bunkers en béton. Mais en juin 1916, l'offensive Broussilov, accompagnée d'une massive préparation d'artillerie, pulvérise les lignes de défense autour de Loutsk et balaie la 4e armée de l'archiduc Joseph-Ferdinand qui est limogé. Le 10 juin, les lignes des 1re et 2e armées austro-hongroises, 9 divisions au total, subissent l'attaque des 8e et 11e armées russes qui s'emparent du nœud de communications de Doubno. Le général Puhallo von Brlog ordonne un repli de l'Ikva vers la Plaszewka et la Lipa, le long de la frontière de 1914.
Le 27 juin, les Russes mènent une nouvelle offensive contre la 1re armée, et le lendemain, contre la 4e. La 1re armée dispose alors des unités suivantes :
- XVIIIe corps (Claudius Czibulka (de))
  - 25e et 46e divisions d'infanterie
- Groupe Kosak (it)
  - 7e division de cavalerie
  - 27e division d'infanterie

Le 16 août, la 1re armée passe sous le commandement du général Arthur Arz von Straußenburg. L'entrée de la Roumanie dans le conflit, le 27 août 1916, crée une nouvelle menace sur la Transylvanie austro-hongroise : la 1re armée est déplacée vers le sud et engagée dans la bataille de Transylvanie (en) : elle établit son quartier général à Klausenburg (Cluj-Napoca). Elle est alors réduite à 10 000 hommes mais, en faisant appel aux dernières ressources de l'empire et aux renforts allemands, l'état-major parvient à élever son effectif à 45 260 fantassins, 2 288 cavaliers, 217 mitrailleuses et 234 pièces d'artillerie. Elle comprend les unités suivantes :
- VIe corps austro-hongrois (Ludwig von Fabini sur les crêtes des Carpates
  - 39e et 61e divisions de Honvéd
- 1re et 3e divisions de cavalerie
- 1er corps de réserve allemand (Curt von Morgen) sur le haut Mureș et les monts Făgăraș
  - 89e division allemande
  - 61e division de Honvéd

Le général allemand Erich von Falkenhayn, envoyé avec la 9e armée allemande, prend la direction des opérations. Du 26 au 19 septembre, il passe à l'offensive vers Hermannstadt (Sibiu), couvert sur sa gauche par la 1re armée austro-hongroise et le corps de cavalerie Schmettow, à droite par l'Alpenkorps allemand. Le 5 octobre, cette offensive coupe la retraite des troupes roumaines dans les monts Perșani, et du 7 au 9 octobre, les troupes allemandes et la 1re armée austro-hongroise, après un dur combat de rues, chassent les forces roumaines de Kronstadt (Brașov). La 71e division austro-hongroise (général Goldbach (de)) repousse l'adversaire jusqu'au col d'Oituz (de) tandis que plus au sud, le corps Morgen s'empare des montagnes qui dominent le col Veretsky (en). aux sources du Stry. Du 8 au 10 octobre, de durs combats se poursuivent autour du col de Bran et de la petite ville de montagne de Predeal.
Le 13 octobre, l'archiduc héritier Charles d'Autriche reçoit le commandement nominal du groupe d'armées germano-austro-hongrois de Transylvanie, de Vatra Dornei, à la frontière de Bucovine, jusqu'au col de la Tour Rouge, comprenant, du nord au sud-ouest, les 7e et 1re armées austro-hongroises et la 9e armée allemande. Le 2 décembre, à la mort de l'empereur François-Joseph, l'archiduc Charles monte sur le trône et laisse le commandement de son groupe d'armées à son cousin l'archiduc Joseph-Auguste.

### 1917
Au début de mars 1917, le général Franz Rohr von Denta prend le commandement de la 1re armée. Celle-ci comprend 7 divisions d'infanterie et 2 de cavalerie :
- XXIe corps (Kasimir von Lütgendorf (de))
  - 31e et 37e divisions d'infanterie
  - 72e division de Honvéd
  - 3e division de cavalerie
- 40e corps de réserve allemand (Karl Litzmann)
  - 8e division de réserve bavaroise (de)
  - 10e division de cavalerie austro-hongroise
- VIe corps (Friedrich Csanády von Békés (hu))
  - 24e divisions d'infanterie
  - 39e division de Honvéd
  - 225e division d'infanterie allemande (de)

Au milieu de juillet 1917, dans les Carpates ukrainiennes, la 1re armée fait face à l'offensive Kerenski, tentative de la dernière chance de l'armée russe. La 9e armée russe et le IIIe corps roumain attaquent en direction des cols de Ghimeș (de) et de Tölgya et du bourg d'Oituz.
La 1re armée est alors renforcée par :
- VIIIe corps austro-hongrois (Siegmund von Benigni in Müldenberg (de))
  - 70e et 71e divisions de Honvéd

Lors de la bataille de Mărăști (22 juillet - 1er août), la 2e armée roumaine (en) passe à l'offensive sur le flanc sud de la 1re armée et repousse le 24e corps de réserve allemand (Friedrich von Gerok) : la 1re division de cavalerie austro-hongroise et la 218e division d'infanterie allemande doivent se replier le long de la Putna (en) et de la Șușița (en) (affluents du Siret). Grâce au renfort de la 117e division allemande, à la fin de juillet, la 1re armée arrive à établir une nouvelle position défensive sur les montagnes entre le col d'Oituz et le bourg de Caṣinului.
Une contre-offensive de la 1re armée à la deuxième bataille d'Oituz (en) (8 - 20 août 1917), parallèle à celle de la 9e armée allemande à la bataille de Mărășești (6 août - 8 septembre 1917), échoue à repousser les Roumains qui conservent leur position défensive.
L'armistice de Focșani conclu le 9 décembre 1917 entre le royaume de Roumanie et les Empires centraux, bientôt suivi de l'armistice du 15 décembre 1917 entre ces derniers et le gouvernement révolutionnaire russe des bolcheviks, marquent la fin des opérations militaires à l'Est.

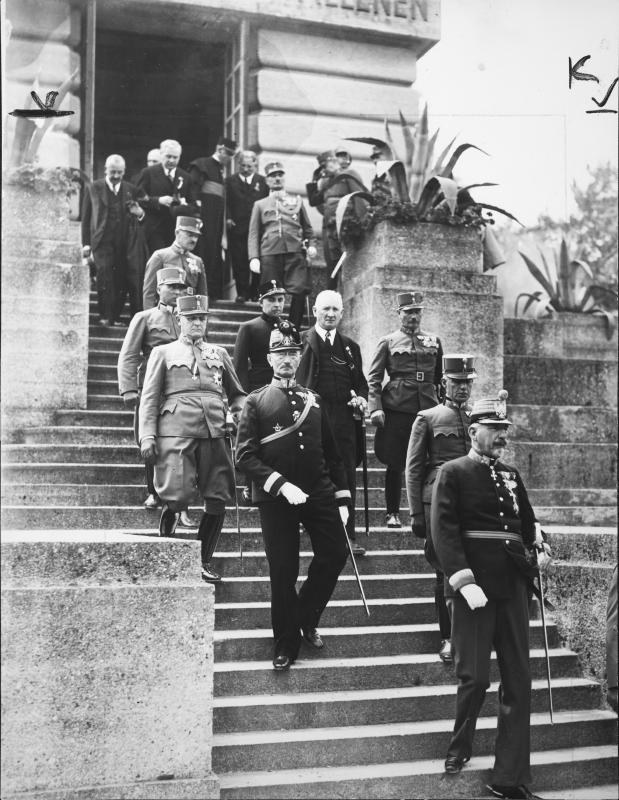
Anciens combattants du 4e régiment Hoch- und Deutschmeister (alors partie de la 25e division d'infanterie) à une commémoration de la bataille de Sokal, 1937.

### 1918
La 1re armée (IXe et XXIe corps) est intégrée au groupe d'armées Kövess sous commandement austro-hongrois. Elle reste sur ses positions sur l'ancienne frontière. Le groupe d'armées est dissous le 5 avril 1918 et les commandements des 1re et 7e armées le 15 avril, avant même la conclusion du traité de Bucarest avec la Roumanie (7 mai 1918). Les Austro-Hongrois ne maintiennent que deux commandements des forces de sécurité, le VIIIe corps (général von Hafdy), devenu le Generalkommando 1, à Brașov, et le XIe corps (général Hugo von Habermann), devenu le Generalkommando 7, à Tchernivtsi.

## Commandants
- Viktor von Dankl (2 août 1914 - 23 mai 1915)
- Karl von Kirchbach auf Lauterbach (23 mai - 10 juin 1915)
- Paul Puhallo von Brlog (de) (10 juin 1915 - 26 juillet 1916)
- Arthur Arz von Straußenburg (16 août 1916 - 28 février 1917)
- Franz Rohr von Denta (1er mars 1917 - 15 avril 1918)

## Sources et bibliographie
- (de) Cet article est partiellement ou en totalité issu de l’article de Wikipédia en allemand intitulé « 1. Armee (Österreich-Ungarn) » (voir la liste des auteurs) dans sa version du 19 mars 2018.
- (en) Holger Herwig, The First World War : Germany and Austria-Hungary 1914-1918, London, England New York, New York, Bloomsbury, coll. « Modern wars », 2014, 472 p. (ISBN 978-1-4725-1124-9 et 978-1-472-51250-5, OCLC 878792474, lire en ligne).
- Manfried Rauchensteiner, The First World War and the End of the Habsburg Monarchy, 1914-1918, Böhlau Verlag, 2014
- Prit Buttar, Collision of Empires: The War on the Eastern Front in 1914, Osprey, 2014
- (en) Holger Herwig, The First World War : Germany and Austria-Hungary 1914-1918, London, England New York, New York, Bloomsbury, coll. « Modern wars », 2014, 472 p. (ISBN 978-1-4725-1124-9 et 978-1-472-51250-5, OCLC 878792474, lire en ligne)